# Manchester United WFC
A Manchester United Women Football Club női labdarúgó szakosztálya, az FA Women's Super League-ben szerepel.

## Klubtörténet

### 1970–2001
A Manchester United Ladies FC 1977-ben alakult, de csak a 2001–02-es szezontól vált a Manchester United hivatalos csapatává. 1989-ben a North West Women's Regional Football League alapító tagjai között volt.
A csapat az 1990-es évek során egyre meghatározóbb klubjává vált a FA Women's National League különböző osztályainak.

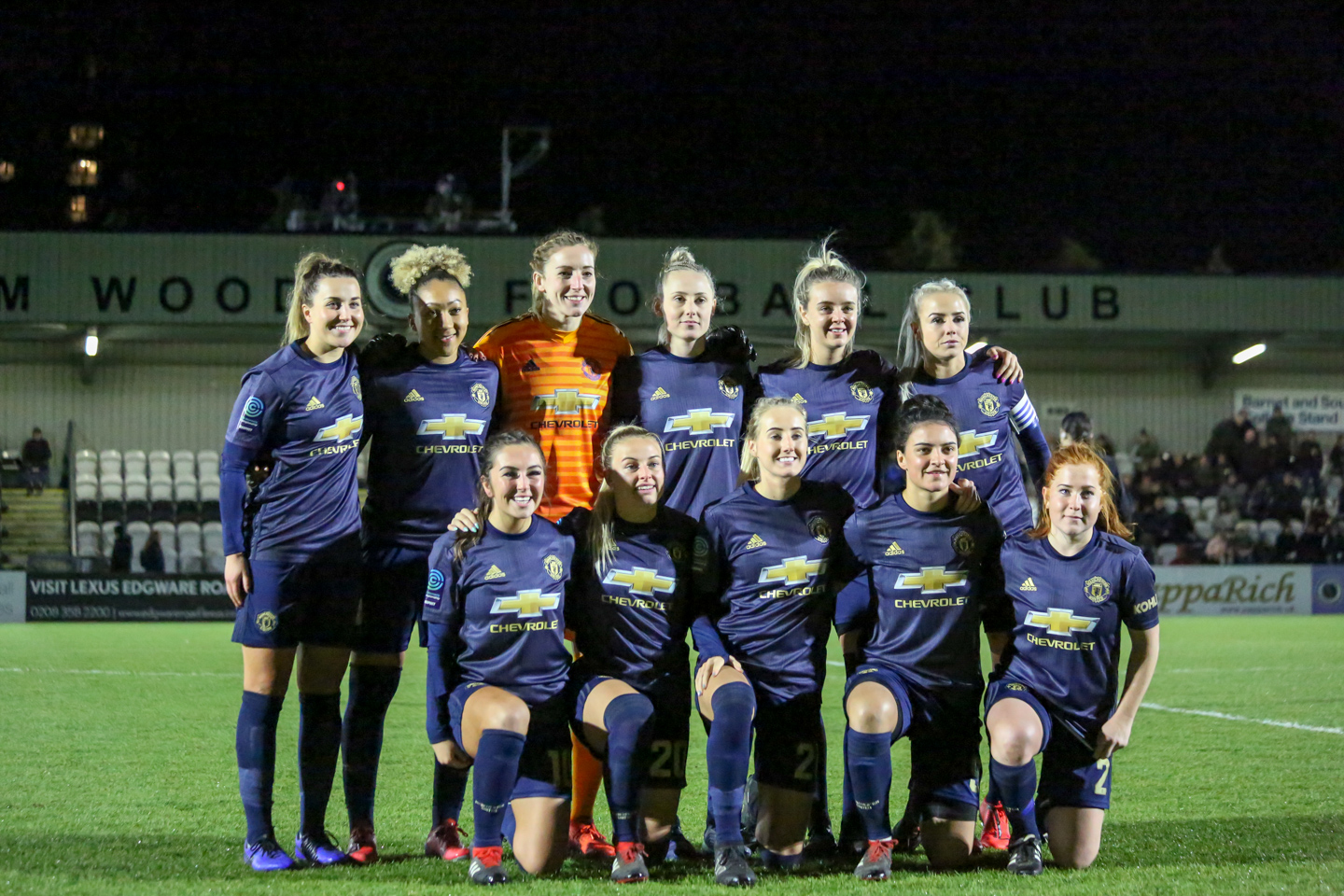
Kezdő felállás az Arsenal ellen 2019. február 7-én.
Felső sor, balról: Amy Turner, Lauren James, Siobhan Chamberlain, Leah Galton, Mollie Green, Alex Greenwood.
Alsó sor, balról: Katie Zelem, Kirsty Smith, Millie Turner, Jessica Sigsworth, Martha Harris.

### 2001–2005
2001-től a klub hivatalos partnerséget kötött a Manchester United csapatával. A partnerség nem hozott előrelépést és az angol harmadosztályban szerepeltek egészen a 2004–05-ös idényig, amikor pénzügyi okok miatt feloszlottak. Sok kritika érte a Manchester Unitedet, amiért hatalmas éves bevételeiből nem segített rajtuk.

### 2017–
2017 augusztusában az angol labdarúgó-szövetség megkereste a Manchester Unitedet, hogy női csapatot alapítsanak, mivel az észak–angliai klub az egyetlen az angol élvonalban szereplő egyesületek közül, amely nem rendelkezett női szakosztállyal.
2018 májusában újjáalakult a Manchester United női labdarúgócsapata, amely a következő idényben az angol másodosztályban szerepelt. Június 8-án a korábbi válogatott Casey Stoneyt nevezték ki vezetőedzőnek. Egy hónappal később további 21 játékos érkezett a klubhoz.
Augusztus 19-én az angol női ligakupában Lizzie Arnot góljával 1–0-ra legyőzték a Liverpool csapatát, ez volt az első hivatalos mérkőzése a csapatnak az újjáalakulásukat követően.
Három héttel később 12–0-ra nyertek az Aston Villa ellen.
2019. április 17-én az Aston Villa 5-0-s legyőzésével bebiztosították feljutásukat az élvonalba és három nappal később megszerezték a bajnoki címet is, miután hazai pályán 7–0-ra győztek a Crystal Palace ellen.
Májusban az év csapatának választották meg a második ligában, míg a bajnokság gólkirálya Jessica Sigsworth lett. Katie Zelem lett a csapat legjobbja, akit a csapattársak választottak meg, a szurkolói szavazatok alapján, valamint a klub hivatalos alkalmazásán keresztül.
A 2019–20-as első osztályú bajnoki szezonban az első manchesteri rangadón az Etihad Stadionban 31 213 néző előtt 1–0-ra kikaptak a Manchester City egyesülete ellen, a mérkőzésen megdőlt az angol női labdarúgóliga nézőcsúcsa.

## Játékoskeret
2025. január 15-tól
| #  |     | Poszt | Név                   |
| -- | --- | ----- | --------------------- |
| 1  | ENG | K     | Kayla Rendell         |
| 39 | WAL | K     | Safia Middleton-Patel |
| 91 | USA | K     | Phallon Tullis-Joyce  |
| 2  | SWE | V     | Anna Sandberg         |
| 3  | ENG | V     | Gabby George          |
| 4  | ENG | V     | Maya Le Tissier       |
| 5  | IRL | V     | Aoife Mannion         |
| 6  | ENG | V     | Hannah Blundell       |
| 14 | CAN | V     | Jayde Riviere         |
| 17 | NED | V     | Dominique Janssen     |
| 21 | ENG | V     | Millie Turner         |
| 25 | ENG | V     | Evie Rabjohn          |
| 7  | ENG | KP    | Ella Toone            |
| 8  | ENG | KP    | Grace Clinton         |

| #  |     | Poszt | Név               |
| -- | --- | ----- | ----------------- |
| 11 | ENG | KP    | Leah Galton       |
| 13 | CAN | KP    | Simi Awujo        |
| 16 | NOR | KP    | Lisa Naalsund     |
| 20 | JPN | KP    | Mijazava Hinata   |
| 9  | FRA | CS    | Melvine Malard    |
| 15 | NOR | CS    | Celin Bizet       |
| 19 | NOR | CS    | Elisabeth Terland |
| 23 | BRA | CS    | Geyse             |
| 28 | ENG | CS    | Rachel Williams   |
| 37 | ENG | CS    | Keira Barry       |

### Kölcsönben
| #  |     | Poszt | Név                                              |
| -- | --- | ----- | ------------------------------------------------ |
| 34 | SCO | KP    | Emma Watson (kölcsönben az Evertonnál)           |
| 36 | ENG | CS    | Alyssa Aherne (kölcsönben a Sheffield Unitednél) |
| 38 | ENG | V     | Jess Simpson (kölcsönben a Bristol City-nél)     |
| 55 | ENG | V     | Lucy Newell (kölcsönben a Blackburn Roversnél)   |

## Korábbi híres játékosok
| - Sophie Baggaley - Tara Bourne - Siobhan Chamberlain - Charlotte Devlin - Mary Earps - Mollie Green - Alex Greenwood - Martha Harris - Lauren James - Abbie McManus - Jade Moore - Emily Ramsey - Alessia Russo - Ebony Salmon | - Jessica Sigsworth - Lucy Staniforth - Amy Turner - Katie Zelem - Tobin Heath - Christen Press - Ivana Fuso - Signe Bruun - Estelle Cascarino - Aïssatou Tounkara - Jackie Groenen - Adriana Leon - Vilde Bøe Risa | - Aurora Mikalsen - Maria Thorisdottir - Lizzie Arnot - Kirsty Hanson - Niamh Murphy - Jane Ross - Kirsty Smith - Martha Thomas - Ona Batlle - Lotta Ökvist - Gemma Evans - Carrie Jones |

## Csapatkapitányok
| Dátum     | Név             |
| --------- | --------------- |
| 2018–2019 | Alex Greenwood  |
| 2019–2024 | Katie Zelem     |
| 2024–     | Maya Le Tissier |

## Menedzserek
| Dátum     | Név          |
| --------- | ------------ |
| 2018–2021 | Casey Stoney |
| 2021–     | Marc Skinner |

## Sikerek
- FA-Kupa (1): 2023–2024
- Championship (1): 2018–19[14]